# 좌칭
좌칭(左稱, ? ~ 165년) 또는 좌승(左勝)은 후한 후기의 관료로, 하남윤 평음현(平陰縣) 사람이다. 환관 좌관의 형이다.

## 행적
연희 2년(159년), 양황후가 죽었다. 평소 외척 양씨의 전횡에 불만을 품어 온 환제는 이때를 노려 양씨 축출을 모의하였고, 당형·좌관을 비롯한 환관들의 도움으로 성공하였다. 좌관은 공로를 인정받아 다른 환관들과 함께 열후에 봉해졌고, 좌칭 또한 남향후(南鄕侯)에 봉해지고 태복이 되는 등 함께 영달하였다. 하지만 권세를 얻은 좌칭은 주와 군에서 청탁을 들어주는 등 비리를 저질렀고, 그의 빈객들은 마음껏 날뛰며 백성들을 괴롭혔다.
연희 8년(165년), 사례교위 한연의 탄핵을 받았고, 결국 좌칭과 좌관 모두 스스로 목숨을 끊었다.

## 일화
연희 4년(161년), 좌칭은 유우의 뒤를 이어 하동태수로 부임하였다. 피씨장(皮氏長) 조기는 평소 환관을 미워하였는데, 환관의 집안 사람인 좌칭이 부임하자 그날로 사임하고 고향으로 돌아갔다.

## 출전
- 범엽, 《후한서》
  - 권7 효환제기
  - 권64 오연사노조열전
  - 권78 환자열전

| 전임 황경 | 후한의 태복 ? ~ 165년 2월 | 후임 문인습 |